# Jean-Marc Ueberecken
 (juin 2021).
La mise en forme du texte ne suit pas les recommandations de Wikipédia : il faut le « wikifier ».
Les points d'amélioration suivants sont les cas les plus fréquents. Le détail des points à revoir est peut-être précisé sur la page de discussion.
- Les titres sont pré-formatés par le logiciel. Ils ne sont ni en capitales, ni en gras.
- Le texte ne doit pas être écrit en capitales (les noms de famille non plus), ni en gras, ni en italique, ni en « petit »…
- Le gras n'est utilisé que pour surligner le titre de l'article dans l'introduction, une seule fois.
- L'italique est rarement utilisé : mots en langue étrangère, titres d'œuvres, noms de bateaux, etc.
- Les citations ne sont pas en italique mais en corps de texte normal. Elles sont entourées par des guillemets français : « et ».
- Les listes à puces sont à éviter, des paragraphes rédigés étant largement préférés. Les tableaux sont à réserver à la présentation de données structurées (résultats, etc.).
- Les appels de note de bas de page (petits chiffres en exposant, introduits par l'outil «  Source ») sont à placer entre la fin de phrase et le point final[comme ça].
- Les liens internes (vers d'autres articles de Wikipédia) sont à choisir avec parcimonie. Créez des liens vers des articles approfondissant le sujet. Les termes génériques sans rapport avec le sujet sont à éviter, ainsi que les répétitions de liens vers un même terme.
- Les liens externes sont à placer uniquement dans une section « Liens externes », à la fin de l'article. Ces liens sont à choisir avec parcimonie suivant les règles définies. Si un lien sert de source à l'article, son insertion dans le texte est à faire par les notes de bas de page.
- La présentation des références doit suivre les conventions bibliographiques. Il est recommandé d'utiliser les modèles {{Ouvrage}}, {{Chapitre}}, {{Article}}, {{Lien web}} et/ou {{Bibliographie}}. Le mode d'édition visuel peut mettre en forme automatiquement les références.
- Insérer une infobox (cadre d'informations à droite) n'est pas obligatoire pour parachever la mise en page.

Pour une aide détaillée, merci de consulter Aide:Wikification.
Si vous pensez que ces points ont été résolus, vous pouvez retirer ce bandeau et améliorer la mise en forme d'un autre article.
Jean-Marc Ueberecken, né le 31 mai 1972 à Luxembourg, est un avocat, Managing Partner chez Arendt & Medernach,,,, et pilote de course.
Il est également fondateur de l’écurie automobile PRIME Racing avec Jean-Pierre Lequeux.
En 2011 et 2012, Jean-Marc Ueberecken décroche deux titres de vice-champion du championnat GT4 & GT Light belge, avec son coéquipier Jean-Pierre Lequeux.
Il est vainqueur du championnat national de Belgique en GT4 en 2014 et champion en LPM3 et au classement général du Supercar GT & Prototype Challenge aux Pays-Bas en 2018, ensemble avec Jean-Pierre Lequeux.
Depuis 2018, Jean-Marc Ueberecken est membre du directoire de l’ACL Sport, l’autorité sportive nationale luxembourgeoise qualifiée pour régir le sport automobile sur le territoire luxembourgeois et pour appliquer le Code Sportif International de la FIA,.

## Carrière

### Scolarité
Jean-Marc Ueberecken obtient son certificat d'études juridiques à l’Université du Luxembourg en 1993. Il part ensuite étudier en Belgique puis au Royaume-Uni.
En 1996, il décroche sa licence en droit à l’Université catholique de Louvain (Belgique),,. Un an plus tard, il obtient un LL.M. en droit bancaire et financier au King’s College de Londres (Royaume-Uni),,.

### Vie professionnelle
Jean-Marc Ueberecken est membre du barreau de Luxembourg depuis 1998,,,. Il occupe les fonctions de membre et de secrétaire du Conseil de l'Ordre des avocats du barreau de Luxembourg de 2004 à 2006,. Il est également membre du barreau de Bruxelles de 2000 à 2008,,,.
En 2000, Jean-Marc Ueberecken passe son examen d’avoué et entre ensuite en tant qu’avocat au sein du groupe Arendt, le plus grand cabinet du Luxembourg,. Il en devient associé en 2005.
Chez Arendt & Medernach, Jean-Marc Ueberecken s’occupe du droit des sociétés et des fusions et acquisitions,. Il est spécialisé dans le conseil aux multinationales. Il traite notamment de restructurations d'entreprises multi-juridictionnelles, de changement de contrôle, d’offres publiques d'achat, de coentreprises, etc.
De 2000 à 2013, Jean-Marc Ueberecken intervient à la faculté de droit de l'Université du Luxembourg en tant que maître de conférences,,. Il enseigne plusieurs matières, comme la méthodologie juridique (de 2000 à 2006), le droit commercial et des entreprises (de 2002 à 2004), le droit des finances (de 2003 à 2006), la jurisprudence (2005 à 2007) et les rachats par emprunt à effet de levier (de 2007 à 2013),,.
Il est membre du conseil d’administration du groupe industriel belge S.C.R. Sibelco depuis 2010,.
Depuis mars 2014, il est Managing Partner d’Arendt & Medernach,,,,. Il est à la tête de 900 professionnels à Luxembourg.
En tant que Managing Partner d’Arendt & Medernach, Jean-Marc Ueberecken est régulièrement interviewé dans les médias et invité à des conférences et tables rondes,,,.

### Pilote automobile
En 2007, Jean-Marc Ueberecken et Jean-Pierre Lequeux fondent l’écurie PRIME Racing,. Ils représentent le Luxembourg lors des courses automobiles. Ensemble, ils décrochent plusieurs titres et de nombreux podiums décrits ci-dessous.
En 2008, Jean-Marc Ueberecken commence sa carrière de sportif automobile et obtient immédiatement la 2e place du classement général lors des 25 Heures Fun Cup à Spa-Francorchamps (Belgique) (catégorie biplace). Il arrive également 1er aux 6 Heures de Zolder (Belgique) (catégorie biplace).
En 2009, à l’occasion du meeting des 12 Heures des Belgian Touring Car Series de Spa-Francorchamps (Belgique), Jean-Marc Ueberecken décroche la 3e place du podium dans la catégorie tourisme 2.0L (T2) sur une Renault Clio Cup.
Lors de la même compétition des 12 Heures, en 2010, Jean-Marc Ueberecken remporte la victoire au Seat Leon Challenge et dans la catégorie Tourisme 3.0 L. Il est classé 9e au général. Cette année-là, il est 3e au classement général de la catégorie biplace, à l’occasion des 25 Heures VW Fun Cup.
En 2011, Jean-Marc Ueberecken décroche le titre de vice-champion des Belgian Touring Car Series en catégorie Silhouette 2, au terme de 5 courses, d’une victoire et de 5 podiums avec sa voiture Solution F Touring Cup,,,,. Il arrive 2e dans la même catégorie lors des 12 Heures de Spa-Francorchamps.
L’année suivante, Jean-Marc Ueberecken renouvelle son titre de vice-champion des Belgian Racing Car Series en catégorie GT4 / GT Light Long Races sur une Ginetta G50 GT4,.
En 2014, il décroche le titre de champion national de Belgique en prenant la tête du classement général du Belgian Racing Car Championship Endurance Trophy, à la suite de 8 podiums, 3 victoires et 2 pole positions en 8 courses sur Ginetta GT4 G50,,.
Il reçoit le Mérite Sportif de l'Automobile Club du Luxembourg en 2014, 2017, 2018.
En 2015, il participe à plusieurs compétitions dont le Challenge Endurance GT/Tourisme V-de-V et le Supercar Challenge Super GT.
En 2017, il obtient la 3e place du championnat néerlandais Supercar GT & Prototype Challenge dans la catégorie LMP3 sur une Ginetta G57.
En 2018, Jean-Marc Ueberecken est vainqueur de la catégorie LMP3 et du classement général du championnat néerlandais Supercar GT & Prototype Challenge sur une Ginetta G57,.
En 2019, encore dans le cadre du Supercar GT & Prototype Challenge, Jean-Marc Ueberecken participe seulement à 4 courses, mais décroche 2 podiums sur une Ginetta G57.
En tant que pilote, il est invité par les médias pour tester différents véhicules sportifs.

## Classement
2018 :
- Champion de la catégorie LMP3 sur une Ginetta G57 (GT & Prototype Challenge)[27]
- Champion du classement général sur une Ginetta G57 (GT & Prototype Challenge)

2017 :
- 3e de la catégorie LMP3 sur une Ginetta G57 (GT & Prototype Challenge)[27]

2014 :
- Champion de Belgique - Vainqueur du classement général (Belgian Racing Car Series - Endurance Trophy)[27]

2012 :
- Vice-champion de la catégorie GT4 / GT Light Long Races sur une Ginetta G50 GT4 (Belgian Racing Car Series)

2011 :
- Vice-champion de la catégorie Silhouette 2 sur une Solution F Touring Cup (Belgian Touring Car Series)[27]
- Vice-champion de la catégorie Silhouette 2 sur une Solution F Touring Cup (Belgian Touring Car Series - 12 Heures de Spa-Francorchamps)[27]

2010 :
- Vainqueur du Seat Leon Challenge et de la catégorie Tourisme 3.0L et 9e au général (Belgian Touring Car Series – 12 Heures de Spa-Francorchamps)[27]
- 3e au classement général de la catégorie biplace (VW Fun Cup)[27]

2009 :
- 3e de la catégorie tourisme 2.0L sur une Renault Clio Cup (Belgian Touring Car Series – 12 Heures de Spa-Francorchamps)[27]

2008 :
- 2e au classement général de la catégorie biplace (VW Fun Cup)[27]
- Victoire en catégorie biplace aux 6 Heures de Zolder (VW Fun Cup)[27]